# Марфино (Саратовская область)
Марфино — село в Аткарском районе Саратовской области России. Входит в состав Ершовского муниципального образования.

## История
В «Списке населённых мест Саратовской губернии по данным 1859 года» населённый пункт упомянут как владельческое сельцо Троицкое (Марфино, Прокуровка) Аткарского уезда (1-го стана) при реке Большой Колышлей, расположенная в 15 верстах от уездного города Аткарска. В сельце имелось 76 дворов и проживало 638 жителей (319 мужчин и 319 женщин). Имелась овчарня.
Согласно «Списку населённых мест Аткарского уезда» издания 1914 года (по сведениям за 1911 год) в селе Марфино (Прокуровка), относившейся к Варыпаевской волости, имелось 149 хозяйств и проживало 965 человек (465 мужчин и 500 женщин). В национальном составе населения преобладали великороссы. Функционировали церковь и церковная школа.

## География
Село находится в восточной части района, в пределах Приволжской возвышенности, на правом берегу реки Большой Колышлей, на расстоянии примерно 14 километров (по прямой) к востоку-юго-востоку (ESE) от города Аткарск. Абсолютная высота — 170 метров над уровнем моря.
Часовой пояс
Село Марфино, как и вся Саратовская область, находится в часовой зоне МСК+1. Смещение применяемого времени относительно UTC составляет +4:00.

## Население
| 2002 | 2010 |
| ---- | ---- |
| 596  | ↘574 |

Гендерный состав
По данным Всероссийской переписи населения 2010 года в гендерной структуре населения мужчины составляли 44,9 %, женщины — соответственно 55,1 %.
Национальный состав
Согласно результатам переписи 2002 года, в национальной структуре населения русские составляли 66 % из 596 чел.

## Инфраструктура
В селе функционируют основная общеобразовательная школа, фельдшерско-акушерский пункт, дом культуры и отделение Почты России.

## Улицы
Уличная сеть села состоит из пяти улиц.